# Distretto di Huayucachi
Il distretto di Huayucachi  è uno dei ventotto distretti della provincia di Huancayo, in Perù. Si trova nella regione di Junín e si estende su una superficie di 13,13  chilometri quadrati.